# Euro Hockey League
Euro Hockey League (EHL) ersatte 2007 Eurocupen i landhockey, och spelas i olika divisioner där "Euro Hockey League" är den högsta.
Därefter följer Trophy, Challange 1, Challange 2, Challange 3, Challenge 4 och slutligen Challange 5.
Mellan 2 och 4 lag per land deltar i turneringen, beroende på landets prestationer i tidigare europacuper.

## Medaljörer i Euro Hockey League
| År        | Etta                                    | Tvåa                                    | Trea                                                 | Fyra                                                 |
| --------- | --------------------------------------- | --------------------------------------- | ---------------------------------------------------- | ---------------------------------------------------- |
| 2007-2008 | Uhlenhorster HC (GER)                   | HGC (NED)                               | HC Rotterdam (NED)                                   | Club Egara (ESP)                                     |
|           | 1-0 efter förlängning (0-0 e. full tid) | 1-0 efter förlängning (0-0 e. full tid) | 4-3 efter straffar (2-2 e. full tid och förlängning) | 4-3 efter straffar (2-2 e. full tid och förlängning) |
| 2008-2009 | HC Bloemendaal (NED)                    | Uhlenhorster HC (GER)                   | HC Rotterdam (NED)                                   | KHC Leuven (BEL)                                     |
|           | 5-4                                     | 5-4                                     | 8-1                                                  | 8-1                                                  |

## Svenska prestationer
| År        | Lag       | Division      | Placering         |
| --------- | --------- | ------------- | ----------------- |
| 2007-2008 | IFK Täby  | Challange III | 7:a (Nedflyttade) |
| 2007-2008 | Malmö LHK | Challange IV  | 3:a               |